# María Isabel Henao
María Isabel Henao (Cali, 9 de noviembre de 1970) es una actriz de televisión y comunicadora social colombiana, reconocida por su constante aparición en telenovelas y series de televisión de ese país desde la década de 1990.

## Carrera
María Isabel nació en la ciudad de Cali en 1970. Obtuvo un título en Comunicación Social en la Pontificia Universidad Javeriana en la ciudad de Bogotá en 1993. Tras hacer una breve aparición en la serie de corta duración Área restringida, Henao logró popularidad a nivel nacional al ingresar al elenco de la serie de televisión De pies a cabeza, producción para público adolescente creada por Juana Uribe, donde interpretó a Cristina. Siendo un personaje regular en la serie, se mantuvo en el reparto de la misma por varios años. Paralelo a su trabajo como actriz, Henao se desempeñó como locutora de radio conduciendo varios espacios musicales en la emisora Javeriana Stereo y más tarde en La FM.
En la década de 2000 la actriz estuvo muy activa en la televisión colombiana. En 2003 interpretó a Mariana Andrade en la telenovela La costeña y el cachaco, integrando el elenco junto a Jorge Enrique Abello y Amada Rosa Pérez. Un año después actuó en Casados con hijos, versión colombiana del reconocido sitcom estadounidense Married... with Children, donde encarnó a Amparo Pachón. En el 2006 participó en la telenovela La Hija del Mariachi dirigida por Diego León Hoyos y en el 2008 apareció en Aquí no hay quien viva y Súper pá. Cerró la década integrando el elenco de la telenovela Todas odian a Bermúdez en el papel de Ana Fernanda Ramírez. 
En el 2011 hizo parte del elenco de la telenovela biográfica El Joe, la leyenda, basada en la vida del popular cantante colombiano de salsa y música tropical Joe Arroyo. Tres años después apareció en otra telenovela biográfica llamada La ronca de oro, un homenaje a la cantante de música popular Helenita Vargas, dirigida por Klych López y Liliana Bocanegra.

## Filmografía

### Televisión
- Familia al Máximo (2021) — Cecilia
- El hijo del Cacique (2019)
- Enfermeras (2019-2022)
- Infieles (2017)
- La ronca de oro (2014) — Felicia Vargas
- Escobar, el patrón del mal (2012)
- El Joe, la leyenda (2011) — Nancy Bernal de Carrillo
- Amor en custodia (2009) —  Camela
- Todas odian a Bermúdez (2009) — Ana Fernanda Ramírez
- Súper pá (2008) — Haydee Zapata
- Aquí no hay quien viva (2008-2009) — Alba Restrepo
- La hija del mariachi (2006)
- Casados con hijos (2004-2006) — Amparo Restrepo de Pachón
- La costeña y el cachaco (2003) — Mariana Andrade
- El auténtico Rodrigo Leal (2003) — Gloria
- De pies a cabeza (1993) — Cristina
- Geminis (1993) — Iliana González